# New South Wales Open 1979
New South Wales Open 1979, також відомий за назвою спонсора як Nabisco New South Wales Open, чоловічий і жіночий тенісний турнір, що проходив на відкритих кортах з трав'яним покриттям White City Stadium у Сіднеї (Австралія). Чоловічі змагання проходили в рамках серії Colgate-Palmolive Grand Prix 1979 жіночі - Colgate Series 1979. Це був 87-й турнір event і тривав з 17 грудня до 23 грудня 1979 року. Титули в одиночному розряді здобули 14th-seeded Філ Дент and third-seeded Гана Мандлікова.

## Фінальна частина

### Одиночний розряд, чоловіки
Філ Дент —  Генк Пфістер 6–4, 6–4, 7–5

### Одиночний розряд, жінки
Гана Мандлікова —  Беттіна Бюнге 6–3, 3–6, 6–3

### Парний розряд, чоловіки
Пітер Макнамара /  Пол Макнамі —  Стів Дочерті /  Christopher Lewis 7–6, 6–3

### Парний розряд, жінки
Даян Десфор /  Барбара Геллквіст —  Барбара Джордан /  Кім Рудделл 4–6, 6–2, 6–2